# Памятник крестителям Владимирской земли
Памятник крестителям Владимирской земли — памятник во Владимире, воздвигнутый в честь Владимира Великого и святителя Феодора, которые официально считаются крестителями Владимирской земли. Установлен недалеко от Успенского собора. Монумент был установлен и торжественно открыт 28 июля 2007 года во время празднования 850-летия переноса столицы Руси из Киева во Владимир.

## История
26 августа 1996 года, при мэрии города Владимира была создана специальная комиссия, в которую вошли представители администрации, творческих союзов и общественных организаций. Члены комиссии рассматривали различные локации для памятника. Решено было узнать мнение простых владимирцев: горожан попросили высказывать свои идеи в СМИ. Предлагались следующие точки: Театральная площадь, сквер на Октябрьском проспекте в районе школы № 1, Козлов вал, сквер на Большой Московской у бывшей доски почёта, смотровая площадка у Дмитриевского собора, сквер с фонтанами у ликёроводочного завода. У этих вариантов были свои сторонники и противники. Критики говорили, что в сквере на Октябрьском за спиной у князя будет не старый город, а новый, что на Козловом валу памятник слишком сильно будет возвышаться над прохожими, что у ликёроводочного завода князю будет «тесно» рядом с бронзовым памятником Михаилом Фрунзе, что у Дмитриевского собора из-за контрового света лицо князя Владимира будет всегда в тени, а на Театральной площади монумент будет окружён современными постройками. Предлагались и другие варианты, в частности, смотровая у Успенского собора.
В сентябре 1996 года во время празднования Дня города Владимира на Театральной площади, недалеко от ОДРИ состоялось открытие закладного камня в основание будущего памятника. Автором закладного камня был молодой скульптор Игорь Черноглазов. Было объявлено, что объект этот — не точное указание места будущего памятника, а, скорее, запечатленное в камне желание горожан увековечить основателя Владимира. Обсуждение вариантов затянулось надолго, памятник князю Владимиру тогда так и не появился. Денег на монументы не было, поэтому все ограничивалось открытием валунов с табличками. По воспоминаниям скульптора Игоря Черноглазова, камень, установленный в 1996 году, был убран под предлогом того, что он мешает устанавливать на этом месте новогоднюю ель. Куда увезли и что сделали с валуном — не известно.
В 2004 году во время пребывания архиепископа Владимирского и Суздальского Евлогия (Смирнова) и губернатора Владимирской области Николая Виноградова в итальянском городе Бари, где покоятся мощи Святителя Николая Чудотворца и где установлен и памятник равноапостольному князю Владимиру Святославовичу — крестителю Руси, вновь стали обсуждать идею установки памятника. Фонд Святителя Николая Чудотворца, организовавший поездку в Италию, предложил установить и во Владимире монумент святому князю. Идея была поддержана городскими властями. Установку новой скульптуры запланировали на 2007 год — год 850-летия переноса столицы Древней Руси из Киева во Владимир. На обсуждение проекта памятника городским сообществом, согласование места его размещения и изготовление бронзовой скульптурной композиции ушло три года.
Проект выполнил заслуженный художник России Сергей Иаков. Место для него определили на смотровой площадке в сквере Пушкина. Рассматривалось два варианта монумента: пеший и на коне. Остановились на конном варианте. Кроме князя и коня, на массивном постаменте присутствует фигура святителя Феодора. Обсуждение, куда будет обращены лицом князь, конь и святитель Феодор, было очень жарким. В итоге все они смотрят за Клязьму, на юго-восток Владимирской области. Работа над скульптурой продолжалась три года и закончена к 850-летию переноса столицы из Киева во Владимир. Скульптурная композиция изготовлена в городе Жуковском Московской области на одном из заводов авиационно-космического комплекса.
28 июля 2007 года, в день памяти равноапостольного князя Владимира, состоялись торжества по случаю открытия памятника, который начались с литургии в Успенском кафедральном соборе. По завершении службы верующие прошли крестным ходом от собора к смотровой площадке в Парке им. А. С. Пушкина, на которой возвышается памятник равноапостольному князю Владимиру. Ровно в полдень в присутствии почетных гостей праздника под звон колоколов началась церемония открытия монумента. За сорок минут официальной части успели прозвучать речи руководителей области, города, Фонда Святителя Николая Чудотворца, оглашено послание Алексия II, прошло награждение строителей и благотворителей, освящение памятника, вручение памятных подарков и орденов, возложение венков, прозвучал салют. По окончании официальной церемонии состоялась праздничная программа из театрализованных зарисовок различных эпох истории города. Закончились праздничные торжества благотворительным концертом, организованным Фондом Святителя Николая Чудотворца.